# Titán (periódico)
Titán fue un periódico del Comité Regional de las Juventudes Libertarias de Aragón (España) que se empezó a editar desde Alcañiz en mayo de 1937, en plena Guerra Civil. Fue dirigido por Francisco Botey y estuvo ligado al sector anarquista aragonés menos hostil a la participación con el Estado. Frente a Titán, en el espectro del anarquismo de Aragón, se encontraba Frente y Retaguardia. Titán solo vio algunos números y desapareció en agosto de 1937, al tiempo que fue disuelto el Consejo Regional de Defensa de Aragón.